# Рётлисбергер, Юрг
Юрг Рётлисбергер (нем. Jürg Röthlisberger; род. 2 февраля 1955, Адлисвиль, Цюрих) — швейцарский дзюдоист, чемпион и призёр чемпионатов Швейцарии и Европы, чемпион и бронзовый призёр Олимпийских игр.

## Карьера
На Олимпийских играх в Монреале выиграл бронзовую медаль в весовой категории до 93 килограмм. Через четыре года на московской Олимпиаде завоевал золото в среднем весе, в финале победив кубинца Исаака Аскуя.